# I guardiani della notte (romanzo Sergej Luk'janenko)
I guardiani della notte (nell'originale russo: Ночной дозор, Nočnoj Dozor) è un romanzo di Sergej Luk'janenko, pubblicato nel 1998 e primo di una serie di sei romanzi, nota come Ciclo dei Guardiani. Il genere dell'opera spazia dal fantasy al gotico all'horror, ambientandosi nella Mosca contemporanea.
La storia ruota attorno al confronto fra due fazioni opposte di esseri soprannaturali, chiamati Altri. Da una parte è schierata la Guardia della Notte, un'organizzazione che ha come obiettivo finale il bene del mondo, pur non essendo completamente estranea a sotterfugi e compromessi per riuscire a ottenere il suo scopo; dall'altra la guardia del giorno, imperniata da una filosofia che difende la libertà personale e considera gli umani indegni di tanta attenzione, disinteressandosi del loro destino.

## La serie
Il Ciclo dei Guardiani è composto dai seguenti libri:
1. I guardiani della notte (Ночной дозор, Nočnoj Dozor)
2. I guardiani del giorno (Дневной дозор, Dnevnoj Dozor)
3. I guardiani del crepuscolo (Сумеречный дозор, Sumerečnyj Dozor)
4. Gli ultimi guardiani (Последний дозор, Poslednij Dozor)
5. I nuovi guardiani (disponibile in italiano da ottobre 2015) (Новый дозор, Novyj Dozor)
6. I sesti guardiani (edito in lingua russa nel 2014, disponibile in Italia dall'autunno 2016) (Шестой Дозор, Šestoj Dozor)

## Ambientazione
Nel nostro mondo non esiste solo la realtà ordinaria, ma tutto è immerso in una realtà parallela, il Crepuscolo, che assorbe e rilascia grandi quantità di Forza. Alcuni esseri umani nascono con la facoltà di percepire questa realtà e di entrarvi attraverso la propria ombra: possono attingere alla Forza disponibile, che li rende capaci di poteri apparentemente sovrannaturali e li rende Altri. Ogni Altro, quando accede per la prima volta al Crepuscolo, si schiera per sempre in una delle due fazioni perennemente in lotta tra di loro: la Luce, che crede sia suo dovere proteggere e rendere migliori gli umani, e le Tenebre, che crede non esista alcun obbligo se non proteggere la propria libertà personale.
Dopo millenni di guerra a tutto campo, nessuna delle due fazioni è riuscita a prendere il sopravvento sull'altra ed entrambe, infine, si sono accorte che un conflitto aperto avrebbe portato inevitabilmente all'annientamento sia delle forze della Luce che delle forze delle Tenebre. Per questo motivo venne stipulato il Patto, che forza tutti gli Altri a mantenere quotidianamente un equilibrio precario tra le Forze. Tale equilibrio è fatto rispettare dalle due Guardie: la Guardia della Notte è composta da Altri della Luce (maghi comuni e particolari, specializzati in diverse forme di magia speculari a quelle degli Altri delle Tenebre) e vigila durante la notte l'operato delle Tenebre, mentre la Guardia del Giorno è composta da Altri delle Tenebre (vampiri, mutantropi, streghe e stregoni, succubi e licantropi) e vigila durante il giorno l'operato della Luce.

## Edizioni
- Sergej Luk'janenko, I guardiani della notte, traduzione di Cicognini M., Moroni C., tascabile ed., collana Oscar Bestseller, Arnoldo Mondadori Editore, 2007,  p. 493, ISBN 978-88-04-56352-5.